# San Geremia
San Geremia är en romersk-katolsk kyrkobyggnad i Venedig i norra Italien. Kyrkorummet hyser sankta Lucias reliker.

## Historia
Enligt en legend byggde Sankt Magnus från Oderzo en kyrka på platsen på 600-talet, och att han begravdes i den. Senare, på 800-talet, ska familjen Malipiero hs byggt en annan kyrka. Mauro Tosello och hans son Bartolomeo på 1000-talet uppförde en kyrka för att förvara en relik av sankt Bartolomaios, hans arm, som de tagit från Apulien 1043. Den 43 meter höga kampanilen byggdes på 1100-talet. Den har byggts om flera gånger, den senaste gången av Carlo Corbellini 1753-1760. Fasaden är från 1860-talet då den byggdes om när kvarlevorna av sankta Lucia placerades i kyrkan. Förutom hennes kvarlevor finns det fortfarande relikdelar från Bartolomaio samt från sankt Tomas och ett revben från Maria från Magdala.

## Sankta Lucia

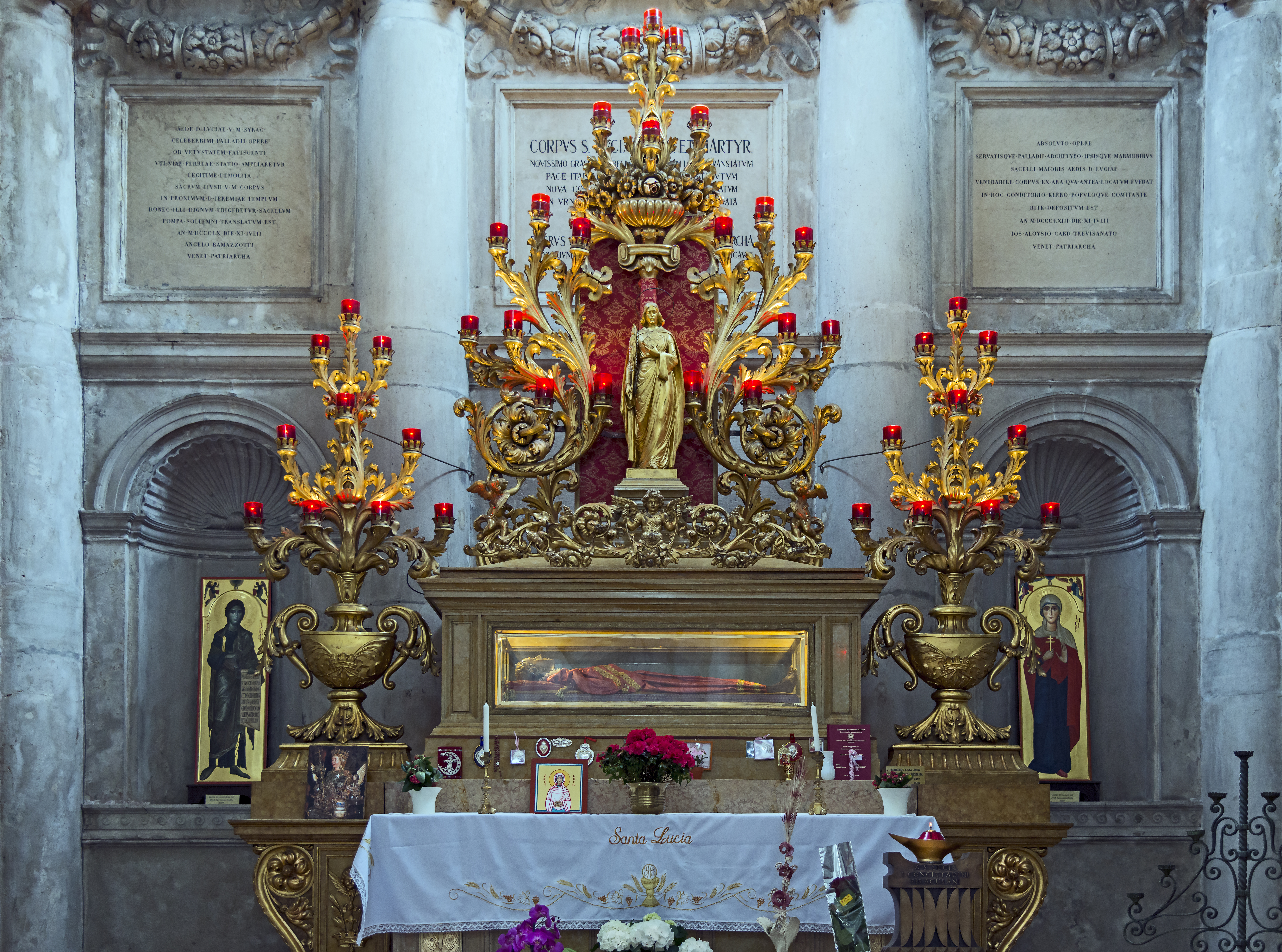
Sankta Lucias relikvarium.

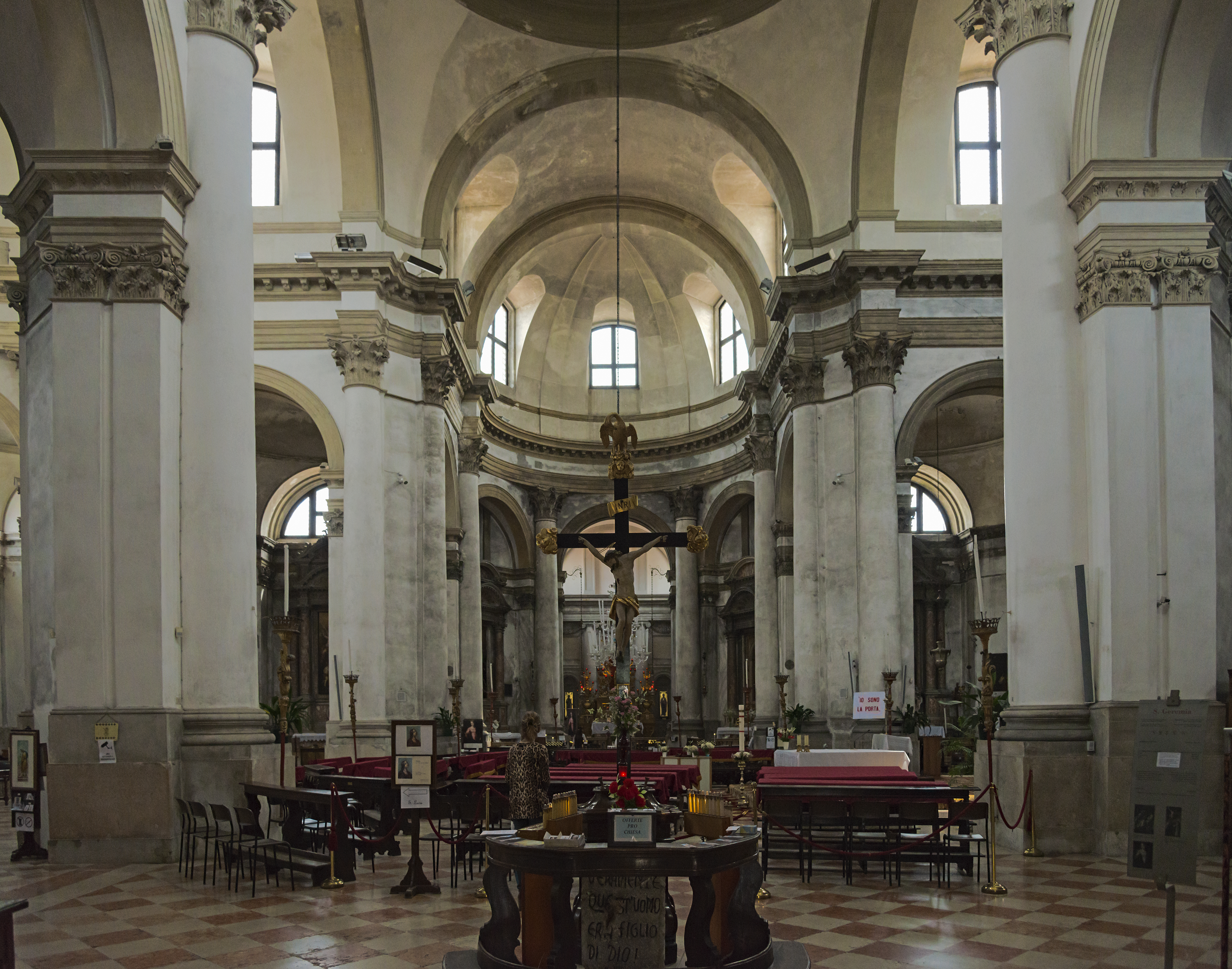
Inne i kyrkan

Sankta Lucias reliker flyttades från Sicilien till Konstantinopel där venetianska korsfarare stal relikerna under fjärde korståget 1204. Tidigare förvarades dessa i en kyrka som revs för att ge plats åt en järnvägsstation, den enda som inte ligger på fastlandet. Järnvägsstationen döptes efter helgonet och fick namnet Venezia Santa Lucia. Relikvariet som rymmer sankta Lucias kvarlevor är en kista med glassidor och glaslock. 1955 placerade patriarken av Venedig Angelo Giuseppe Roncalli, som senare blev påve Johannes XXIII en silvermask över ansiktet för att skydda kraniets håligheter från damm. En mumifierad fot är fortfarande avklädd för beskådan. Relikerna stals av beväpnade män 1981, med avsikt att återlämnas mot en lösesumma. Förövarna tappade helgonets kranium när de avvek från platsen och resten av relikdelarna återfanns en månad senare i en jaktstuga, utan att förövarna fått igenom sina krav.